# Gelria Geldern
Gelria Geldern (offiziell: Turn- und Sportverein Gelria 09 Geldern e. V.) war ein Sportverein aus Geldern im Kreis Kleve. Die erste Fußballmannschaft spielte ein Jahr in der höchsten niederrheinischen Amateurliga.

## Geschichte
Der Verein wurde im Jahre 1909 gegründet. Die Fußballer spielten nach dem Ende des Zweiten Weltkrieges zunächst in der Bezirksklasse, ehe im Jahre 1965 der Aufstieg in die Landesliga Niederrhein gelang. Nach dem direkten Wiederabstieg konnten die Gelderner erst 1969 wieder in die Landesliga aufsteigen. Im Jahr 1974 wurde Gelria Vizemeister hinter dem 1. FC Bocholt, bevor die Mannschaft drei Jahre später den Aufstieg in die Verbandsliga Niederrhein schaffte und damit in die höchste niederrheinische Amateurliga einzog. Als Tabellenzehnter der Saison 1977/78 wurde die Qualifikation für die neu geschaffene Oberliga Nordrhein nur knapp verpasst. Ein Jahr später folgte der Abstieg in die Landesliga, bevor Gelria in untere Spielklassen verschwand.

## Persönlichkeiten
- Hartmut Heidemann
- Heinz Versteeg

## Nachfolgeverein GSV Geldern
1992 fusionierte Gelria Geldern mit dem RSV Geldern zum GSV Geldern. Der GSV Geldern spielte von 1999 bis 2001 und von 2004 bis 2006 in der Bezirksliga. Nach zwei Abstiegen in Folge rutschte der GSV in die Kreisliga B hinab, bevor die Gelderner nach Aufstiegen in den Jahren 2012 und 2015 wieder in der Bezirksliga waren. Aus dieser stieg die Mannschaft im Jahre 2019 ab und musste während der Saison 2021/22 seine Mannschaft aus der Kreisliga A zurückziehen.
Heimspielstätte ist das Gelderland-Stadion, dass 5000 Zuschauern Platz bietet. Es wird auf Naturrasen gespielt. Der GSV Geldern brachte mit Anne van Bonn eine spätere Bundesligaspielerin hervor.